# Cabeço António da Costa
O Cabeço António da Costa é uma elevação portuguesa localizada na freguesia açoriana da Candelária no concelho da Madalena, ilha do Pico, arquipélago dos Açores.
Este acidente geológico tem o seu ponto mais elevado a 724 metros de altitude acima do nível do mar. Esta formação geológica encontra-se no alinhamento vulcânico do Cabeço do Padre, Cabeço do Tamusgo, Cabeço do Manuel João, Cabeço Rodrigues Enes, Cabeço de Cima também denominado Cabeço das Casas e cabeço do Pé do Monte.